# هری بلکزتاف
هری بلکزتاف (انگلیسی: Harry Blackstaffe؛ ۲۸ ژوئیه ۱۸۶۸ – ۲۲ آگوست ۱۹۵۱) قایقران روئینگ اهل بریتانیا بود.
وی در مسابقات کشوری و بین‌المللی در مجموع برندهٔ ۱ مدال طلا شده‌است.